# Вілле Льюкко
Вілле Льюкко (фін. Ville Liukko; нар. 24 травня 1974) — колишній фінський тенісист.
Найвищу одиночну позицію світового рейтингу — 117 місце досяг 20 вересня 1999, парну — 216 місце — 19 лютого 2001 року.

## Титули на челленджерах

### Одиночний розряд: (1)
| Ранг | Рік  | Турнір         | Покриття | Суперник      | Рахунок  |
| ---- | ---- | -------------- | -------- | ------------- | -------- |
| 1.   | 1998 | Сан-Дієго, США | Тверде   | Пол Ґолдстейн | 7–5, 7–6 |

### Парний розряд: (1)
| Ранг | Рік  | Турнір             | Покриття | Партнер        | Суперники                      | Рахунок       |
| ---- | ---- | ------------------ | -------- | -------------- | ------------------------------ | ------------- |
| 1.   | 2000 | Тампере, Фінляндія | Ґрунт    | Яркко Ніємінен | Стівен Ранджеловік Душан Вемич | 6–0, 4–6, 6–3 |